# Klaus Schwarz Verlag
Der Klaus Schwarz Verlag ist ein deutscher Wissenschaftsverlag. Sein Programmschwerpunkt liegt auf wissenschaftliche Publikationen zum arabisch-islamischen Raum und zur Turfanforschung sowie Studien und Fach- und Sachbücher zu Arabistik, Iranistik, Islamwissenschaft und Turkologie/Osmanistik.
Der Verlag wurde 1969 von dem Turkologen Klaus Schwarz in Freiburg im Breisgau gegründet und hat seit 1981 seinen Sitz in Berlin. Geschäftsführer war nach dem Tode des Gründers im Jahr 1989 der Islamwissenschaftler Gerd Winkelhane. Nach dessen Tod im September 2018 wurde der Verlag 2019 von De Gruyter übernommen.

## Reihen
International bekannte Buchreihen des Verlags sind die Bibliotheca Islamica (seit 1929) und die Reihe Islamkundliche Untersuchungen (seit 1969), die inzwischen auf über 330 Bände angewachsen ist. In der Reihe Studien zur Sprache, Geschichte und Kultur der Türkvölker erscheinen seit 1980 wissenschaftliche Werke turkologischer Provenienz. Die Studien zum Modernen Orient widmen sich zeitgenössischen Themen und Problemkreisen des Nahen und Mittleren Ostens.